# 蒜泥白肉

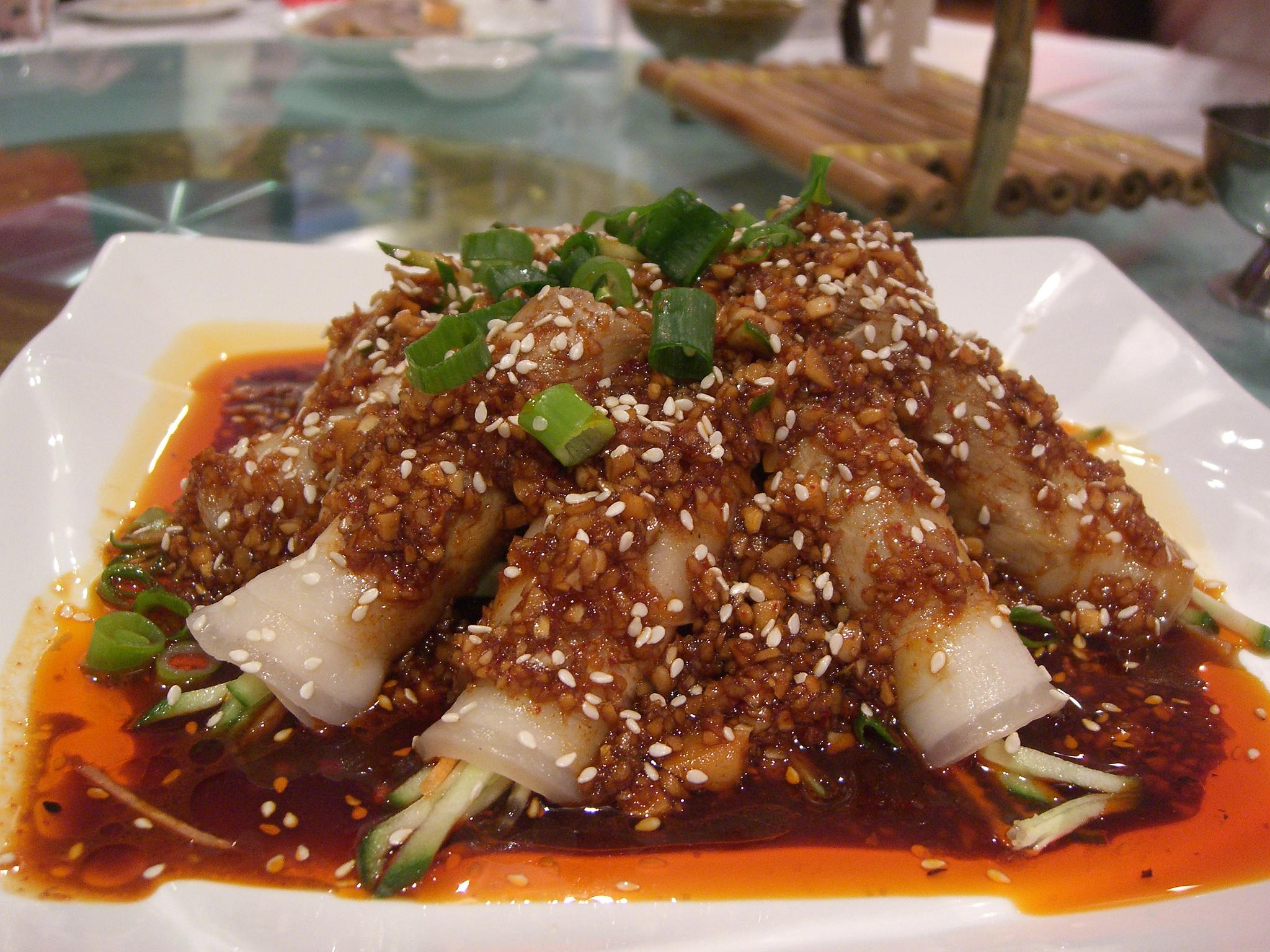
蒜泥白肉の例

蒜泥白肉（スアンニーパイロウ）は、四川料理の一種。茹でた豚バラ肉にニンニクソースをかけた冷たい料理（冷菜）である。
四川料理の定番料理の1つで、前菜としても知られる。
「蒜泥」はニンニク味のタレの意で、「白肉」は茹でた豚バラ肉の意である。
調理の手順は以下のように簡単だが、調理には時間がかかる。
調理手順例
1. ショウガ、ネギ、紹興酒などを入れた「ゆで汁」で豚バラ肉の塊を茹でる。
2. 茹でた豚バラ肉を冷やし、薄くスライスする。薄いほうが味が良いとされる。
3. 醤油、ニンニク、酢、ゴマ油、水などを合わせてタレを作る。
4. スライスした豚肉を皿に並べ、タレをかけ、香菜を散らす。

「白肉」は回鍋肉などにも流用できる。
タレを辛味ダレにすると雲白肉（ウンパイロウ）となる。こちらも四川料理である。